# بوتوباربیتال
بوتوباربیتال (انگلیسی: Butobarbital) یک داروی خواب آور است که از مشتقات باربیتورات به شمار می‌رود.